# Karl Ravens
Karl Ravens, né le 29 juin 1927 à Achim et mort le 8 septembre 2017 à Hanovre, est un homme politique allemand, membre du Parti social-démocrate d'Allemagne (SPD).
Élu député fédéral au Bundestag en 1961, il devient secrétaire d'État parlementaire en 1969 puis ministre fédéral de l'Aménagement du territoire cinq ans après.
Il échoue en 1976 à se faire investir  ministre-président de la Basse-Saxe à cause d'une rupture de la coalition alors au pouvoir. En 1978, il quitte le gouvernement fédéral et conduit sans succès la campagne du SPD aux élections régionales face au sortant de la CDU Ernst Albrecht. Il est de nouveau défait en 1982. Cédant la candidature à Gerhard Schröder quatre ans plus tard, il devient vice-président du Landtag.
Il met un terme à sa vie politique en 1990.

## Biographie

### Jeunesse
Après ses études secondaires, il suit un apprentissage de métallurgiste de l'aviation. En 1944, après avoir échoué à l'examen de travailleur qualifié, il effectue son service du travail (en allemand : Reichsarbeitsdienst) puis accomplit son service militaire dans la Luftwaffe.

### Débuts en politique
Devenu mécanicien automobile en 1946, il adhère quatre ans plus tard au Parti social-démocrate d'Allemagne (SPD). En 1952, il est recruté par Borgward comme maître d'apprentissage.
Lors des élections législatives fédérales du 17 septembre 1961, il est élu à 34 ans député fédéral de Basse-Saxe au Bundestag. Réélu en 1965, il est désigné membre du bureau du groupe parlementaire SPD l'année qui suit.

### Ascension au gouvernement
Après les élections de 1969 et l'arrivée au pouvoir du SPD, il est nommé secrétaire d'État parlementaire du ministère fédéral de l'Urbanisme et du Logement auprès du ministre Lauritz Lauritzen. Il devient secrétaire d'État parlementaire de la chancellerie fédérale en 1972, en remplacement de Katharina Focke.
Le 16 mai 1974, Karl Ravens est nommé à 46 ans ministre fédéral de l'Aménagement du territoire, des Travaux publics et de l'Urbanisme dans le premier cabinet de coalition sociale-libérale du chancelier fédéral social-démocrate Helmut Schmidt. Il succède ainsi à Hans-Jochen Vogel, promu ministre fédéral de la Justice.

### Triple échec en Basse-Saxe

#### L'investiture ratée de 1976
En janvier 1976, le Land de Basse-Saxe s'enfonce dans la crise politique. Alors que le ministre-président Alfred Kubel se retire, son ministre des Finances et successeur désigné Helmut Kasimier échoue deux fois au vote d'investiture. Il est devancé les deux fois par Ernst Albrecht, candidat de la CDU. 
Le SPD de Basse-Saxe fait donc appel à Ravens pour tenter de ressouder la « coalition sociale-libérale » au pouvoir depuis deux ans, après avoir écarté sa candidature au profit de Kasimier. Lors du vote du 6 février, il se présente donc face à Albrecht, mais ne recueille que 75 voix contre 79 à son opposant chrétien-démocrate.

#### Les défaites électorales de 1978 et 1982
Réélu député fédéral en octobre 1976 puis reconduit au gouvernement deux mois après, il est relevé de ses fonctions au cours du remaniement ministériel du 16 février 1978, cédant ses fonctions à Dieter Haack.
Il postule alors aux élections législatives régionales du 4 juin 1978 en Basse-Saxe. Le Parti social-démocrate enregistre une perte de 129 100 voix, soit 0,9 point de recul, et engrange cinq nouveaux députés, totalisant 72 sièges sur 155 et 42,2 % des voix. Le FDP n'ayant pas maintenu sa représentation parlementaire, la CDU d'Albrecht remporte une majorité absolue de 83 parlementaires avec 48,7 % des suffrages exprimés. Démissionnant du Bundestag, Karl Ravens devient président du groupe SPD au Landtag.
En 1979, les fédérations locales du SPD sont unifiées en une seule fédération régionale, dont il prend la présidence.
Il se représente comme chef de file social-démocrate lors des élections législatives régionales du 21 mars 1982. Abandonnant 197 300 voix, le SPD s'effondre à 36,5 % des voix et perd neuf députés. Il se contente d'un groupe parlementaire de 63 sièges sur 171, tandis que l'Union chrétienne-démocrate remporte un succès inédit et jamais égalé avec 50,7 % des suffrages exprimés et 87 parlementaires. Il se maintient à la tête des députés mais cède la présidence régionale du parti à Joke Bruns en 1984.

### Retrait de la vie politique
Pour les élections de 1986, la direction fédérale du SPD lui préfère Anke Fuchs comme chef de file, mais une fronde régionale permet l'investiture du député fédéral Gerhard Schröder.
Ravens est cependant réélu une dernière fois au Landtag, où le Parti social-démocrate manque d'un seul siège de faire basculer la majorité avec le soutien des écologistes. Schröder lui succède comme président du groupe parlementaire et le choisit comme vice-président de l'assemblée.
Il ne se représente pas au scrutin de 1990 et quitte ainsi la vie politique après 29 ans de mandats électoraux.

### Vie privée
Marié et père d'un garçon, il vivait à Achim, dans l'arrondissement de Verden en Basse-Saxe.